# ژمرسون
ژمرسون (پرتغالی: Jemerson؛ زادهٔ ۲۴ اوت ۱۹۹۲) یک بازیکن فوتبال اهل برزیل است که در پست دفاع وسط برای باشگاه فوتبال موناکو در لیگ ۱ بازی می‌کند.
از باشگاه‌هایی که در آن بازی کرده‌است می‌توان به اتلتیکو مینیرو اشاره کرد.